# Jorge Linford
Jorge Eduardo Linford Pomareda (Iquique, 18 de agosto de 1902-Santiago, 8 de marzo de 1969) fue un futbolista chileno que jugaba de defensa.
Participó en la gira internacional de Colo-Colo en 1927 y como seleccionado nacional en los Juegos Olímpicos de Ámsterdam 1928.

## Trayectoria
Jorge Linford nació el 18 de agosto de 1902 en Iquique y sus padres fueron el inglés Jonathan Linford Burt y la peruana María Nina Pomareda Palza.
Viviendo en Temuco, jugó desde juvenil por el Deportivo Liceo de esta ciudad, debutando en primera división local en 1919 ante el Gimnástico. En la gira nacional que realizó Colo-Colo en 1926, se enfrentaron en Temuco el 10 de enero con resultado de 2-2. Los jugadores más destacados del equipo local fueron el ya conocido capitán Carlos Schneeberger y Linford, que además de defensa hizo de mediocampista. Ambos jugadores fueron seleccionados para ser parte de la gira internacional de Colo-Colo, donde el club albo disputó partidos con clubes de América y también con equipos en Europa. 
Luego fue contratado por Colo-Colo para ser jugador estable del plantel, defendió la camiseta alba durante cinco temporadas y conquistó tres títulos.
Después del retiro ejerció roles directivos en Colo-Colo.

## Selección nacional
Fue internacional con la selección chilena durante el año 1928, participó en una edición del Torneo Olímpico de Fútbol. Disputó un partido oficial, además participó en tres partidos no oficiales, su participación final fue de cuatro partidos.
Fue seleccionado para el Torneo Olímpico de Fútbol 1928, no participó en el encuentro frente a Portugal por la primera ronda de los Juegos Olímpicos. Luego, Chile disputó un torneo de consuelo, en el que Chile saldría victorioso. Juan fue titular en el encuentro frente a Países Bajos. También disputó algunos amistosos posteriores en Alemania.

### Participaciones en Juegos Olímpicos
| Torneo                  | Sede         | Resultado        | Partidos |
| ----------------------- | ------------ | ---------------- | -------- |
| Juegos Olímpicos 1928   | Ámsterdam    | Ronda preliminar | 0        |
| Torneo de Consuelo 1928 | Países Bajos | Campeón          | 1        |
| Total                   | Total        | Total            | 1        |

### Partidos internacionales
| 1     | 8 de junio de 1928 | Stadion Spangen, Róterdam, Países Bajos | Países Bajos | 2-2 | Chile | Torneo de Consuelo Olímpico 1928 |
| Total |                    |                                         | Presencias   | 1   |       |                                  |

| 1     | 15 de junio de 1928 | Waldstadion, Frankfurt, Alemania             | Selección de Frankfurt | 6-2 | Chile | Amistoso |
| 2     | 16 de junio de 1928 | Stadion am Gesundbrunnen, Berlín, Alemania   | Hertha Berlín          | 4-1 | Chile | Amistoso |
| 3     | 20 de junio de 1928 | Sportplatz at Rothenbaum, Hamburgo, Alemania | Hamburgo               | 3-4 | Chile | Amistoso |
| Total |                     |                                              | Presencias             | 3   |       |          |

## Clubes
| Club            | País  | Año         |
| --------------- | ----- | ----------- |
| Deportivo Liceo | Chile | 1919 - 1926 |
| Colo-Colo       | Chile | 1927 - 1932 |

## Palmarés

### Torneos locales
| Título                                             | Club      | País  | Año  |
| -------------------------------------------------- | --------- | ----- | ---- |
| Serie F de la Liga Central de Football de Santiago | Colo-Colo | Chile | 1928 |
| Liga Central de Football de Santiago               | Colo-Colo | Chile | 1929 |
| División de Honor                                  | Colo-Colo | Chile | 1930 |